# Vláda Borise Kidriče
Vláda Borise Kidriče, v pořadí již druhá, byla jmenována Předsednictvem Slovinské národněosvobozenecké rady (SNOS) 6. března 1946. Její mandát skončil jmenováním nové vlády Mihy Marinky v červnu 1946.

## Složení
V březnu 1946 byla jmenována vláda ve složení:
- Boris Kidrič: předseda vlády
- dr. Marijan Brecelj: místopředseda vlády
- Vida Tomšič: předsedkyně Kontrolní komise
- Ivan Maček: ministr vnitra
- dr. Jože Pokorn: ministr spravedlnosti
- dr. Ferdo Kozak: ministr školství
- Zoran Polič: ministr financí
- Franc Leskošek: ministr průmyslu a hornictví
- Tone Fajfar: ministr obchodu a zásobování
- Janez Hribar: ministr zemědělství a lesnictví
- Tomo Brejc: ministr práce
- dr. Miha Kambič: ministr výstavby
- dr. Marjan Ahčin: ministr lidového zdraví
- dr. Anton Kržišnik: ministr sociálních věcí